# Форт Лувуа
Форт Лувуа (фр. Fort Louvois) — морський форт, збудований між 1691 і 1694 роками, за часів правління Людовика XIV, на острові Чапус, і розташований приблизно в 400 метрах від берега в муніципалітеті Бурсфран-ле-Шапю у департаменті Приморська Шаранта, Франція. Форт розташований навпроти замку Шато-д'Олерон на острові Олерон. Форт був розміщений таким чином, що перехресний вогонь із замку та форту контролював би Пертуа-де-Момуссон (пасаж Маумуссона) та перешкоджав доступу до Рошфорту з півдня. Форт Лувуа діяв до кінця Другої світової війни, коли обстріли значно пошкодили форт, що потребувало його подальшого відновлення.
Починаючи з 1972 року форт є місцем музею вилову устриць, а поруч розташовані устричні ферми, що приєднують форт з берегом. У форті також розміщена постійна виставка, яка описує історію форту і містить моделі укріплень на узбережжі Шарант. Під час припливу влітку до форту курсує човен, а під час відливу форт доступний через прохід.

## Архітектура
Форт Лувуа складається з підковоподібної батареї, з вежею-редутом. Вежа напівкругла з боку платформи батареї та моря, та клиноподібна з боку берега та рову. Рів, який заповнюється під час відливу, відокремлює вежу від решти форту, при цьому один під'їзний міст забезпечує доступ до форту, а другий — до вежі.
Площа батареї займає близько 52 і 55 метрів. Платформа для стрільби знаходиться на висоті 12 метрів над поверхнею води, а бічне покриття батареї складає 180 градусів. Вежа висотою 24 метри має п'ять рівнів. На першому поверсі вежа мала сховище для пороху, а на інших поверхах житло для командира та інші офіцерів форту. Сьогодні на вежі знаходиться маяк. В казармі, що знаходиться на протилежній від вежі стороні форту, знаходились склад зброї, склад харчу та ємність для води. Форт з берегом з'єднаний дорогою, яка перебуває під водою під час припливу.

## Історія
Після завершення арсеналу в Рошфорті у 1666 році Людовик XIV хотів створити ланцюг укріплень на узбережжі Оніс і Сентонж. Для захисту Рошфорту було побудовано низку укріплень, причому Форт Лувуа був останнім збудованим за Людовика XIV.
16 грудня 1690 року маркіз Лувуа, військовий міністр, ініціював проєкт. Він написав Мішелю Бегону, військовому інтенданту в Рошфорті, повідомивши йому, що король бажає збудувати фортецю на Чапусі. Франсуа Феррі, інженер, взяв на себе відповідальність за процес, розробивши овальний форт розміром 52 метра (171 фут) на 78 метрів (256 футів), який складався з двох рівнів з амбразурами на обох. Конструкція була аналогічною дизайну форту Рісбан у Кале, або форту у Дюнкерку.
Роботи над будівництвом фундаменту форту розпочалися 19 червня 1691 р. Оскільки мілина, на якій побудовано форт, була сформована з молюсків і мулу, робота була надзвичайно складною, внаслідок чого до 20 жовтня були встановлені лише кам'яні фундаменти, незважаючи на те, що на проєкт вже витрачено понад половину коштів, передбачених бюджетом на будівництво.
Після смерті Лувуа 16 липня 1691 року військовий архітектор Вобан взяв реалізацію проєкту на себе. Він змінив оригінальний дизайн, щоб створити простіший і дешевший форт. Він надав форту сьогоднішнью форму підкови з двома причалами та однією вежею, і створив батарею на одному рівні замість двох. Нова конструкція нагадувала два інші форти, які збудував Вобан, форт Люпін, який він збудував між 1683 та 1686 роками на південному березі річки Шарант, та Вежу Вобана, яку він побудував в Камаре-сюр-Мер, як частину укріплень Брест-Гуле. Будівництво Форту Лувуа зайняло три роки і було завершено під керівництвом інженера Анрі-Альберта Бульє.
У 1755 році Форт Лувуа був модернізований, зокрема було зменшено кількість амбразур для артилерії до десяти від початкових 16. Батарея втратила дах, а форт також отримав туалети на стінах. Це були останні модифікації форту.
У 1824 році форт був озброєний чотирма 24-ти фунтові гарматами та три 32 фунтові міномети. Потім у 1870 році він отримав шість 22-х фунтових гаубиць. Форт був відремонтований у 1875 році, щоб ліквідувати пошкодження, завдані морем. У той час він отримав телеграфну станцію та шість 16-ти футних гармат.
Після Першої світової війни французькі військові покинули форт, а 14 червня 1929 р. його було оголошено пам'яткою історії.
Проте, 10 вересня 1944 року під час визволення Маренн він зазнав обстрілів. Німецька армія заволоділа фортом, але відійшла через добу через наступ союзників. Тоді французи заволоділи фортом, лише потрапивши під обстріл із Шато-д'Олерон, який ще був у руках німецької армії. Обстріл знищив охорону, казарми та значну частину вартових. Після визволення Франції на північно-західній частині вежі довелося встановити риштування, щоб запобігти обвалу вежі.
Місцевий муніципалітет придбав форт у французького уряду у 1960 році, тоді ж його повністю відновили під керівництвом обласної адміністрації з питань культури. Форт Лувуа був відкритий для публіки у 1972 році. У 2010 році циклон Ксинтія пошкодив форт, він був затоплений, а міст знесений.